# Олимпик (футбольный клуб, Беджа)
«Олимпик Де Беджа» (араб. الأولمبي الباجي‎, фр. Olympique de Béja) — футбольный клуб из Туниса, из города Беджа. Основан в 1929 году. Домашним стадионом является «Муниципаль», вмещающий 15 000 зрителей.

## История
Клуб был создан в 1920 году ещё в то время, когда Тунис был колонией Франции. Изначально идея была создать футбольный клуб для мусульманской части населения Туниса, но власти не дали в то время разрешение на участие в матчах, поэтому официальной датой появления является 1929 год. Первым титулом стал выигранный чемпионат Второй лиги в сезоне 1984—1985 годов, а Первая лига покорилась в сезоне 1997—98 года и пока остаётся единственной победой в Высшей лиге страны.

## Достижения клуба
- Внутренние
- Обладатель Кубка Президента (3): 1993, 2010, 2023
  - финалист Кубка Президента (2): 1995, 1998
- Обладатель Суперкубка Туниса (1): 1995
- Победитель Лиги 2 (3): 1984/85, 2005/06, 20219/20
- Международные
- Кубок обладателей кубков КАФ
  - Четвертьфиналист — 1994
  - Второй раунд — 1996